# Muzeum Historii Miasta Zduńska Wola
Muzeum Historii Miasta Zduńska Wola – muzeum z siedzibą w Zduńskiej Woli. Placówka jest miejską jednostką organizacyjną, a jej siedzibą jest willa wybudowana przez miejskiego geodetę J. Krasowskiego w latach 30 XX w. i zakupiona przez ks. Masłowskiego dla swoich rodzonych sióstr.
Muzeum powstało z dniem 1 kwietnia 1980 r. staraniem członków Komisji Izby Tkackiej Towarzystwa Przyjaciół Zduńskiej Woli (przewodniczący Jerzy Kozłowski). Dla powstającej placówki przydzielono lokal przy ul. PKWN 3 (obecnie Złotnickiego) i 1/2 etatu dla organizatora Bronisławy Chadrysiak. Już 30 maja 1980 r. odbyła się pierwsza wystawa zgromadzonych eksponatów. Od 1 maja 1982 r. organizacją muzeum zajmował się Jan Kwiatkowski, zatrudniony w pełnym wymiarze godzin. W latach 1986–1993 muzeum działało jako filia Muzeum Okręgowego w Sieradzu. W 1988 r. siedziba muzeum została przeniesiona do budynku przy ul. PKWN 7. 22 czerwca 1993 r. na XXXI Sesji Rady Miejskiej Zduńskiej Woli powołano z dniem 1 stycznia 1994 r. muzeum jako samodzielną placówkę miejską. Decyzją Rady Miasta Zduńska Wola na przełomie lutego i marca 2015 r. do placówki został przyłączony Skansen Lokomotyw w Karsznicach jako Filia Muzeum Historii Miasta Zduńska Wola. W swych zbiorach gromadzi eksponaty, związane z historią i rozwojem Zduńskiej Woli jako ośrodka miejskiego oraz przemysłowego. Zbiory prezentowane są w ramach następujących ekspozycji stałych:
- Sala Tradycji Tkackich
- Sala Apteczna
- Sala Tradycji Przemysłowych
- Sala Wystawiennicza Życie Społeczno – Kulturalne
- Sala Wystawiennicza Salonik Mieszczański

Oprócz działalności wystawienniczej placówka organizuje lekcje muzealne, warsztaty, konkursy oraz prowadzi bibliotekę.

## Projekty animacyjne, wydarzenia
Wybrane projekty prowadzone przez muzeum:
1. „Tropami Naszej Kultury”- efektem było powstanie reportażu, prac literackich, muralu oraz wystawy fotograficznej związanej z historią miasta. Uczestnikami I edycji była lokalna młodzież[2];
2. Festiwal III Kultur (Freak) – koncerty i wystawy prezentujące współczesną sztukę niemiecką, polską i żydowską[3];
3. Genius Loci artyści hip-hopowi stworzyli płytę z utworami inspirowanymi historią miasta[4];
4. Miasto Dwóch Herbów gra planszowa stworzona przez muzealnych wolontariuszy. Polega na przejściu 4 epok od założenia miasta, aż do współczesności i zbieraniu Punktów Rozwoju, które otrzymuje się za dobre inwestycje[5].
5. Kolory Miasta oznaczanie współczesnych budynków tabliczkami prezentującymi miejsca, w których pracowali przedwojenni cukiernicy, fryzjerzy, tkacze, itd.[6]
6. Historia Jednego Eksponatu – najciekawsze historie eksponatów prezentowane na plakatach w przestrzeni miasta[7];
7. Miejsce, w którym mieszkam – spotkania z mieszkańcami Zduńskiej Woli w miejscach ich zamieszkania. Muzealnicy prezentują historię budynku i zbierają wspomnienia od mieszkańców[8] Efektem projektu był powstały w 2017 r. film o historii miasta "Miejsce, w którym mieszkam". Narratorami oraz aktorami zostali mieszkańcy Zduńskiej Woli. https://www.youtube.com/watch?v=uIA0JjP1A-8
8. Muzeum jest obiektem całorocznym, czynnym z wyjątkiem poniedziałków, wstęp jest płatny. W latach 1994–2015 w budynku placówki miało swoją siedzibę Towarzystwo Przyjaciół Zduńskiej Woli.